# Aylin Prandi
Aylin Prandi (Parigi, 16 settembre 1983) è un'attrice e cantante francese di origine italiana e argentina.

## Carriera
Aylin Prandi, di nazionalità francese, dopo aver lavorato nella televisione e nel cinema francese, si fa conoscere al pubblico italiano con il film No problem, uscito nelle sale nell'ottobre del 2008, diretto e interpretato da Vincenzo Salemme e che vede la partecipazione di Giorgio Panariello, Sergio Rubini e Iaia Forte. Nel 2011 debutta come cantante realizzando un album di cover italiane, 24.000 baci.

## Filmografia parziale

### Cinema
- La balade des éléphants (2006)
- Délice Paloma, regia di Nadir Moknèche (2007)
- Sur le vif (2007)
- Immunité (2007)
- Fragile liberté (2007)
- No problem, regia di Vincenzo Salemme (2008)
- Meurtre ascendant scorpion (2008)
- Il prossimo tuo, regia di Anne Riitta Ciccone (2008)
- Amaro amore, regia di Francesco Henderson Pepe (2010)
- Mai così... vicini, regia di Emanuele Ruggiero (2010) - cortometraggio
- Qualche nuvola, regia di Saverio Di Biagio (2011)
- Gianni e le donne, regia di Gianni Di Gregorio (2011)
- Il paese delle spose infelici, regia di Pippo Mezzapesa (2011)
- Non me lo dire, regia di Vito Cea (2012)
- Diaz - Don't Clean Up This Blood, regia di Daniele Vicari (2012)
- Tre giorni dopo, regia di Daniele Grassetti (2013)
- Almost Dead, regia di Giorgio Bruno (2016)
- La Vingança, regia di Fernando Fraiha (2016)
- Roman, regia di Eduardo Meneghelli (2018)
- A Mulher do Meu Marido, regia di Marcelo Santiago (2019)

### Televisione
- Le Train (2004) - serie TV
- Granny Boom (2005) - film TV
- Il giudice e il commissario (2007-2008) - serie TV
- Fais danser la poussière (2010) - film TV
- Mai così...vicini (2010) - cortometraggio - Regia di Emanuele Ruggiero
- Je vous présente ma femme, regia di Elisabeth Rappeneau (2013)
- Por amarte así (2016-2017)